# KJ Apa
Keneti James Fitzgerald " KJ " Apa  (Auckland, 17 juni 1997) is een acteur uit Nieuw-Zeeland. Hij is bekend van zijn hoofdrol als Archie Andrews in de CW-dramaserie Riverdale. Apa speelde ook in de primetime soapopera Shortland Street (als Kane Jenkins), in de komedie-dramafilm A Dog's Purpose (als Ethan Montgomery) en in de film The Hate You Give, gebaseerd op het gelijknamige boek van Angie Thomas.

## Jeugd
Apa is geboren in Auckland en is de zoon van Keneti en Tessa Apa. Zijn vader is Samoan en een matai (opperhoofd) in zijn dorp Samoa, zijn moeder is een Europese Nieuw-Zeelander. Hij heeft twee oudere zussen. Hij ging naar de middelbare school in King's College in Auckland voordat hij begon aan zijn acteercarrière.

## Carrière
Van 2013 tot 2015 speelde Apa de hoofdrol als Kane Jenkins in de prime-time soaprace Shortland Street in Nieuw-Zeeland. In 2016 werd Apa gekozen als Archie Andrews in de CW-dramaserie Riverdale, na een wereldwijde talentenjacht van vier maanden.
In 2017 speelde hij als tiener Ethan Montgomery in de comedy-dramafilm A Dog's Purpose, die werd uitgebracht op dezelfde dag als Riverdale in première ging op televisie. Apa's volgende filmrol was het vervangen van Kian Lawley in The Hate U Give (2018). Apa schittert in een Netflix-film die op 3 mei 2019 verscheen, getiteld The Last Summer.

## Privéleven
Apa is de neef van voormalig rugby union speler en coach Michael Jones. Hij heeft verklaard dat hij een christen is.
Apa was betrokken bij een klein auto-ongeluk in Vancouver in september 2017, maar raakte niet gewond. De passagierskant van zijn auto raakte een lichtmast. Het ongeval werd veroorzaakt omdat Apa die avond in slaap viel achter het stuur na een lange shoot de vorige nacht. Eigenlijk zou mede acteur Cole Sprouse met hem mee rijden maar besloot op het laatste moment om het niet te doen.
Tijdens het filmen van de finale aflevering van seizoen 1 van Riverdale raakt Apa gewond. Wanneer hij het ijs van Sweetwater River breekt om Cheryl te redden breekt Apa zijn hand.
Sinds 2020 heeft Apa een relatie met Clara Berry, een Frans model. Mei 2021 maakten zij Berry's zwangerschap bekend. Hun zoontje werd geboren op 23 september 2021.

## Filmografie

### Films
| Jaar | Titel           | Rol                      | Opmerkingen |
| ---- | --------------- | ------------------------ | ----------- |
| 2017 | A Dog's Purpose | Teenage Ethan Montgomery |             |
| 2018 | Altar Rock      | Niko                     |             |
| 2018 | The Hate U Give | Chris                    |             |
| 2019 | The last summer | Griffen                  |             |
| 2020 | I Still Believe | Jeremy Camp              | hoofdrol    |

### Televisie
| Jaar      | Titel            | Rol            | Opmerkingen    |
| --------- | ---------------- | -------------- | -------------- |
| 2013-2015 | Shortland Street | Kane Jenkins   | Normale Serie  |
| 2016      | The Cul De Sac   | Jack           | 6 afleveringen |
| 2017-2023 | Riverdale        | Archie Andrews | Hoofdrol       |